# Bodhan
Bodhan è una suddivisione dell'India, classificata come municipality, di 71.355 abitanti, situata nel distretto di Nizamabad, nello stato federato del Telangana. In base al numero di abitanti la città rientra nella classe II (da 50.000 a 99.999 persone).

## Geografia fisica
La città è situata a 18° 40' 0 N e 77° 54' 0 E e ha un'altitudine di 356 m s.l.m..

## Società

### Evoluzione demografica
Al censimento del 2001 la popolazione di Bodhan assommava a 71.355 persone, delle quali 36.006 maschi e 35.349 femmine. I bambini di età inferiore o uguale ai sei anni assommavano a 9.858, dei quali 5.096 maschi e 4.762 femmine. Infine, coloro che erano in grado di saper almeno leggere e scrivere erano 42.767, dei quali 23.901 maschi e 18.866 femmine.